# (34390) 2000 RJ66
2000 RJ66 (asteroide 34390) é um asteroide da cintura principal. Possui uma excentricidade de 0.11831460 e uma inclinação de 13.18368º.
Este asteroide foi descoberto no dia 1 de setembro de 2000 por LINEAR em Socorro.